# Spartakus (roman)
Spartakus är en historisk roman om slaven Spartacus skriven av Howard Fast 1951 (på svenska 1953). Romanen ligger till grund för filmen Spartacus. Boken framställer slavägarna som brutala förtryckare och innehåller flera händelser som det inte finns historiska belägg för.